# Syllides gomezi
Syllides gomezi är en ringmaskart som beskrevs av San Martin 1990. Syllides gomezi ingår i släktet Syllides och familjen Syllidae. Inga underarter finns listade i Catalogue of Life.